# Ricard Viladesau i Caner
Ricard Viladesau i Caner (Calonge, 18 de gener del 1918 – Barcelona, 26 de gener del 2005) va ser músic i compositor, especialment de sardanes i havaneres, i un dels millors instrumentistes de tenora de Catalunya. Va ser solista de diverses cobles fins que va entrar a La Principal de la Bisbal. Pau Casals el va batejar com a "príncep de la tenora", admirat pel seu virtuosisme amb aquest instrument.

## Biografia[1]
Amb set anys entrà a cantar al cor de l'església de Sant Martí de Calonge, i començà a aprendre música amb els bardissencs Josep Gumà, Josep Mercader (taper i músic de cornetí) i Rafael Colom (fuster i músic). Amb 12 anys va començar a tocar el flabiol, i als catorze la tenora, a la cobla La Principal de Calonge, d'on va passar a la cobla-orquestra Guíxols de Sant Feliu (1934-1936), mentre rebia lliçons del tenora Josep Coll. Tocà, a continuació, a l'Antiga Principal de la Bisbal, fins a la Guerra Civil. Es va incorporar a una banda de música de la CNT fins que la fi de la contesa militar el trobà a Ciudad Real.
Quan va tornar de la guerra s'incorporà a La Principal de Palafrugell, per poc temps, però: el servei militar el portà primer a Galícia, per després acabar tocant a la banda de la 42a divisió, a Girona. Després d'una curta estada a la cobla As d'Anglès, seria un dels fundadors de la cobla-orquestra Caravana, que impulsà entre els anys 1942 i 1949. La baixa de Ferran Rigau propicià que s'incorporés a La Principal de la Bisbal, dirigida per en Conrad Saló. Era l'any 1950 i en formaria part fins al carnaval del 1970. A aquesta cobla, en Viladesau va ser-ne el solista indiscutit de la tenora, en un moment en què també va coincidir amb el "Moreno" (Josep Puig) al fiscorn i l'Àngel Pont al tible. Quan la Bisbal tenia formació d'orquestra, en Viladesau tocava el saxòfon, la viola i el violí. En aquell moment era considerat el millor tenora de Catalunya, i era l'únic capaç d'interpretar determinades obligades de tenora, com ara la seva pròpia composició Sa Roncadora. El 1970 plegà sobtadament de la "Bisbal".
Marxà a viure a Barcelona, on entrà a l'Orquestra Simfònica Ciutat de Barcelona, de la mà d'Antoni Ros-Marbà, com a viola titular i tenora ocasional, fins a jubilar-s'hi al cap de quinze anys. Continuà impartint a la seva nova ciutat les classes de tenora i tible que havia començat a fer a la Bisbal i a Girona (tingué més de dos-cents alumnes), i les complementà ara amb la publicació del Mètode per a tenora. Passà els últims anys de la seva vida a Llafranc i morí d'una afecció cardíaca la Clínica Sant Jordi de Barcelona, on havia estat ingressat per l'afecció deu dies abans.
Pau Casals, quan era a l'exili, va tenir oportunitat de sentir La Principal de la Bisbal en diverses ocasions. Segons explicava Viladesau, «un dia tocàvem al Palmarium de Perpinyà, ens va venir a escoltar i li vam demanar que ens enviés algunes fotografies. A mi me'n va enviar una que guardo molt ben guardada amb la dedicatòria "A Ricard Viladesau, Príncep de la Tenora, amb l'afecte i admiració de Pau Casals". Això és un passaport mundial, a mi em va arribar a l'ànima». Un altre reconeixement han estat les sardanes que altres compositors han dedicat a Viladesau, com ara Palamós a Ricard Viladesau, de Jordi Paulí, i Adéu amic Ricard, de Joan Lluís Moraleda.
És un dels compositors més interessants en la història de la sardana, amb 244 composicions, algunes de gran èxit, com ara Arenys de Munt o Colometa. N'hi ha una seixantena que són obligades per a un o altre instrument de la cobla (no se'n va descuidar cap, i hi ha nombroses combinacions de dos instruments solistes: tenora i tible, tenora i fiscorn són les més corrents). També conegué un gran ressò la seva sardana Girona m'enamora, tant en la versió cantada com en la purament instrumental. A banda de la sardana, la seva obra compositora comprengué un gran nombre d'havaneres, ballables (boleros, valsets, fox), i fins i tot cançons de bressol. Entre els intèrprets que les divulgaren es poden destacar les versions que Jorge Sepúlveda i Bonet de San Pedro van fer d'Enamorado del mar, Gondolero de amor i El mar y tú.
Entre els diversos reconeixements que va rebre, es pot destacar el carrer dedicat que té a Girona, així com els de Palafrugell, Mont-ras i Platja d'Aro. Rebé la Creu de Sant Jordi de la Generalitat, atorgada l'any 1991, la medalla al mèrit sardanista, el 1990 i l'ajuntament de Calonge el nomenà "Fill Predilecte" el 2000. El 2006, Ricard Viladesau donà diversos instruments i altres objectes de la seva propietat a l'ajuntament de Girona, que els acabà exposant a la Sala de la Sardana del Museu d'Història de Girona; posteriorment, i ja traspassat el compositor, la seva vídua feu donació de part del seu arxiu documental a l'ajuntament de Calonge el 2009; el fons comprenia documents personals i partitures manuscrites del finat, que custodia el Museu de la Mediterrània, juntament amb el fons de la cobla-orquestra Caravana. De fet, l'any 2018, en el centenari del seu naixement, el Museu de la Mediterrània va realitzar una exposició titulada "Viladesau. El príncep de la tenora", que reunia per primer cop tant els objectes personals donats a l'Ajuntament de Girona i el fons familiar.

## Memorial Ricard Viladesau[12]
Des de l'any 2000, cada primer dimecres del mes d'agost té lloc a Palamós el Concert de Sardanes de la Costa Brava, protagonitzat per les cobles Principal de la Bisbal i Montgrins. En l'edició del 2006 es va retre un homenatge a Ricard Viladesau. Des d'aquell moment, l'Agrupació Sardanista Costa Brava va decidir titular aquest esdeveniment com a Concert de Sardanes de la Costa Brava - Memorial Ricard Viladesau.

## Obra

### Sardanes[1]
- A en Josep Coll (1948), obligada de tenora (enregistrament)
- A en Pep de la tenora (1975), dedicada a en Pep Ventura
- A en Ramon Rosell (1961), obligada de tenora
- Aigua Xelida (1963) (enregistrament)
- Aimat Balaguer (1996), amb versió cantada amb lletra d'en Lluís Profitós
- Alt Empordà (1973) (enregistrament)
- L'Antoni i la Montserrat (1982), premi Sardana de l'Any 1983 (enregistrament)
- Arenys de Munt (1957)
- L'avi Enric (1975), obligada de trombó o de fiscorn
- Bandera d'aplec (1964) (enregistrament)
- Baralla de galls (1983), obligada de tenora i fiscorn
- Barcelona 92 (1986), obligada per a 2 trompetes
- Bufa-li l'ull, obligada de fiscorn
- Cala s'Alguer (1975), obligada de tible
- El carrilet (1976), obligada de tenora
- Cel amunt (1986), obligada de tible
- Centenari triomfant (1988), dedicada a La Principal de la Bisbal
- Colometa (1986). Sardana feta per a la pel·lícula La plaça del Diamant, amb versió cantada amb lletra de Josep Martí i Clarà "Bepes" (enregistrament).
- Com un passerell (1961), obligada de flabiol, amb variacions (enregistrament)
- En Jordi (1953), dedicada al seu fill (enregistrament)
- En Peret,"Barretó" (1984), obligada de flabiol i dedicada als Montgrins i al seu fundador, Pere Rigau
- Esperit calongí (1974, enregistrament)
- Festeig (1964)
- El foc de Calonge, obligada de tenora, tible i fiscorn (enregistrament)
- Els gegants de la ciutat, premi SGAE 1990
- Girona m'enamora (1989, enregistrament). N'hi ha versió cantada amb lletra d'en Viladesau
- Girona 1808 (1963), amb La Marsellesa i Els Segadors enfrontant-se musicalment (enregistrament). N'hi ha versió per a 2 cobles.
- El golfet (1968)
- Hermínia (1948, enregistrament)
- Heroica, obligada de tenora
- Impetuosa (1948), obligada de tible
- Lleida, ciutat pubilla (1972)
- Llibertat (1977), obligada de tenora
- Mar de Tossa (1963)
- Marona (enregistrament)
- Mas Lloreda (1990)
- Niu d'amor (1985), premi Conrad Saló (enregistrament)
- Oca amb naps (1955), obligada de tenora i tible (enregistrament)
- Pal de paller (1986)
- Palamós, ciutat pubilla (2004)
- Perdó (1948), dedicada a la seva esposa. Obligada de tenora (enregistrament)
- Pic, repic i repicó (1956), obligada de trompeta i fiscorn
- Port de Llançà (1967)
- Sa Palomera (1978), obligada de trompeta
- Sa Roncadora (1960), obligada de tenora, amb tres variacions (enregistrament)
- Sal i pebre (1958), obligada de tenora i fiscorn (enregistrament)
- Salou, ciutat pubilla (1990)
- La sardana del Rector (2005), obligada de tenora, gairebé sardana pòstuma, dedicada al Rector de Sant Martí de Palafrugell, mossèn Martirià Brugada[4]
- Tap i carabassa (1989), obligada de flabiol i contrabaix
- El tarlà de l'Argenteria (1971)
- Tenores flamejants (1978), obligada per a 2 tenores (enregistrament). Dedicada a Jordi Molina i Martí Camós.
- Tere gentil (1955), amb F. Feliu
- Xerinola (1992), obligada per a dues tenores, inspirada en les cançons infantils Quan el pare no té pa, Volem pa amb oli, El ball de la maniera i Tres, sis, nou

### Música per a cobla
- Danses catalanes, suite en cinc temps
- Ball de la morratxa, ballet
- Ball de nans
- Fragància
- La matança del poc
- Va de vals

### Cançons

#### Havaneres
Cançó de l'adéu (enregistrament), Colometa, Et dono la mar, Llafranc, Mar de bonança, Marinesca (enr.), Nadal (enr.) i La sardana de la mar (enr.) amb lletra de Josep Martí i Clarà, "Bepes"; Perdó (enr.), lletra de Narcisa Oliver; Ulls verds (enr.), lletra de Josepmiquel Servià; Una havanera al Port Bo (enr.), lletra d'Albert Sàbat; L'atrevit (enr.), lletra de M. Teresa Mestres; Rosa dels vents (enr.), lletra de Ricard Viladesau; Gavina bonica (enr.), lletra de Félix Graells; A s'Alguer, Ai capità, Anem a la mar, Bandera d'amor, Com estàs Llafranc, Tània

#### Altres composicions vocals
De vós, Senyor, lletra de Joan Pericot (enr.); El mar y tu: bolero - fox (1951, amb lletra de Jaume Giralt, enr.), Mi Costa Brava catalana (enr.), Manolo, el gitano de la Costa Brava pas-doble (1964 enr.), lletra de Ricard Viladrau; Enamorada del mar (1955), bolero amb lletra de Jaume Giralt, Gondolero de amor (1948 enr.), bolero; Endavant! Cant del Club de Futbol Palafrugell (1976), amb lletra de Josep Martí i Clara, "Bepes"; Serenata, Fácil de amar (referència);  Els goigs de sant Martí (2002), per ser cantats a Sant Martí de Palafrugell, amb lletra del s. XVIII

### Música de ball
Carmen Amaya (1959), pas-doble, Parar el tiempo, fox (1962), Pasa una caravana, rock lento (1962)

## Discografia
- Coral Mestre Sirés. Mestre Sirés Palafrugell canta a Ricard Viladesau.  Girona: Música Global, 2005.
- Cobla Principal de la Bisbal. Calonge: Sardanes de Ricard Viladesau.  Barcelona: Àudiovisuals de Sarrià, 2000.
- Cobla Principal de la Bisbal. Viladesau.  Barcelona: Àudiovisuals de Sarrià, 2000.
- Nella Colombo; Orquesta Maravella. Nella Colombo en España.  Barcelona: Zafiro, 1964.